# Xã South Bend, Quận Barton, Kansas
Xã South Bend (tiếng Anh: South Bend Township) là một xã thuộc quận Barton, tiểu bang Kansas, Hoa Kỳ. Năm 2010, dân số của xã này là 674 người.